# Wijkia deflexifolia
Wijkia deflexifolia là một loài Rêu trong họ Sematophyllaceae. Loài này được (Mitt. ex Renauld & Cardot) H.A. Crum miêu tả khoa học đầu tiên năm 1971.